# Bode Orelana
O Bode Francisco Orellana é uma personagem de cartum do desenhista brasileiro Henfil, morto em 1988.

## Deu bode…
O personagem inspira-se no compositor e cantor baiano Elomar Figueira Mello, que foi proprietário de um bode chamado Orellana. Segundo Elomar:
"O bode Orellana realmente existiu. Morreu em 1976, uma onça comeu ele. Conheci Henfil numa noite no Rio, quando ele descobriu o bode, a onça. O dia já amanhecendo e ele me disse que eu havia trazido um presente para ele, que tinha um personagem engavetado, Zeferino, mas não tinha encontrado companheiro para ele. Esse bode eu comprei em São Paulo, a um italiano. Ele tinha necessidade de comer capim, palha seca, mas como não havia, comia papel. Uma vez comeu uma nota de 500 não sei o quê do italiano. O bode comia livro. Então Henfil falou que se o bode comia livro então era um bode intelectual, e criou o personagem."
Orellana - cujo nome era inspirado no quase mítico Francisco de Orellana, explorador do Peru e primeiro a navegar pelo rio Amazonas da terra até a foz, à procura de uma lendária Terra da Canela - é uma criatura cínica, de pavio curto e altamente indignada com os desmandos da política.
No ambiente da caatinga nordestina, onde vive, junto ao cangaceiro e a pequena ave Graúna, era um contraponto junto aos demais: Orellana tinha cultura, pois andava a comer de tudo, inclusive devorava livros e jornais…
Comer jornais era sempre um risco para o bode: volta e meia as notícias deixavam-no em estado de choque.

## A ditadura
Orelana era um crítico do regime militar do Brasil, nos anos 70 e ainda pela década seguinte. Suas críticas mordazes eram toleradas por um regime que já agonizava, especialmente durante o governo de João Baptista de Figueiredo.

## Cinismo intelectual
Talvez uma crítica à intelectualidade brasileira, a um tempo capaz de compreender a conjuntura social e suas idiossincrasias, mas capaz apenas de falar, nem sempre de forma inteligível, e jamais de agir ou reagir, o bode Orellana formava ainda esse espírito crítico característico dessa parcela da população.
Numa das séries de cartuns, Orellana parece haver imposto a si mesmo uma auto-censura, ficando mudo por um bom período.